# Totipotence
La totipotence, énoncée en 1902 par Gottlieb Haberlandt, est, en biologie, la capacité d’une cellule à se différencier en n’importe quelle cellule spécialisée et de se structurer en formant un être vivant multicellulaire. Elle peut ainsi  permettre de reconstituer un organisme au complet à partir d'une cellule. La totipotence a un spectre plus large que la pluripotence, la multipotence,  et l'unipotence.

## Biologie

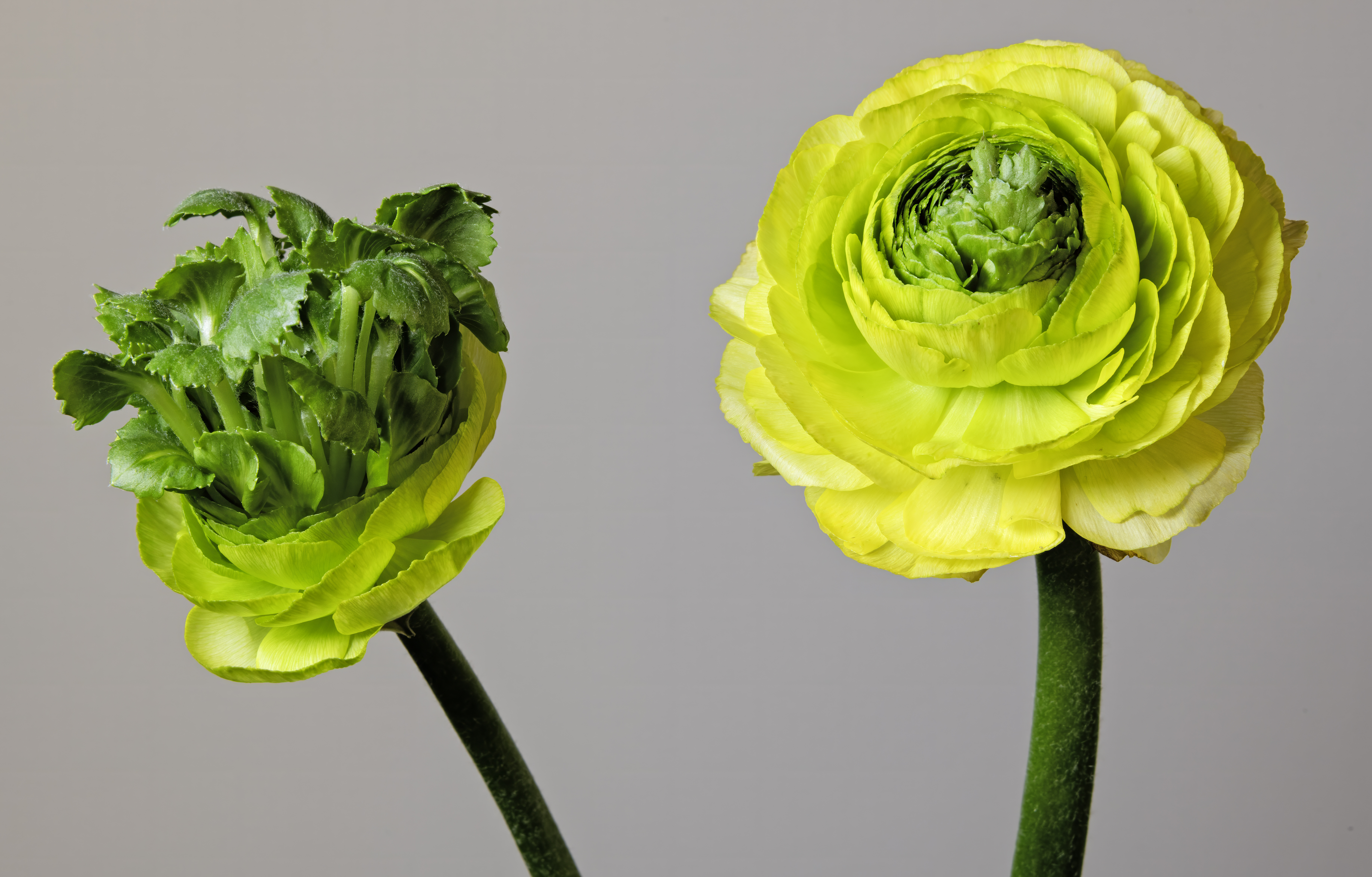
Ranunculus asiaticus exemple de totipotence de deux individus MHNT

Chez les mammifères, l'ovocyte fécondé et chaque cellule fille (blastomère) de l'embryon pendant les toutes premières divisions cellulaires sont les seules vraies cellules totipotentes. Pour l'être humain, la totipotence des blastomères de l'embryon à deux ou à quatre cellules est attestée par les naissances de jumeaux monozygotes et de quadruplés monozygotes,.
Il ne faut pas confondre les propriétés de potence (pluripotence, multipotence, unipotence) avec la notion de cellules souches, dont la capacité est l'auto-renouvellement et son maintien dans cet état.
Chez la plupart des animaux, la propriété de totipotence est perdue très rapidement in vivo au cours des premières divisions cellulaires. Les cellules totipotentes ne s'auto-renouvellent donc pas mais se différencient vers le trophoblaste et la masse cellulaire interne du blastocyste. Il existe néanmoins des protocoles permettant de maintenir en culture in vitro les cellules pluripotentes (par exemple les cellules souches embryonnaires).
Les cellules végétales peu spécialisées sont totipotentes. C'est le cas par exemple des méristèmes et des jeunes cellules qu'ils ont produites, les cellules de parenchyme, les jeunes cellules de la moelle, les cellules compagnes des tubes criblés mais pas ces derniers. Dans le cas du greffage, dans un premier temps, ce sont essentiellement les cellules du parenchyme qui, en se dédifférenciant sous le contrôle du facteur de transcription WIND1, produiront un cal, c'est-à-dire amas de cellules indifférenciées et totipotentes.
L'espèce Kalanchoe pinnata a la particularité d'être particulièrement efficace pour se reproduire. Des centaines de cellules de ses bords de feuilles donnent naissances à des plantules qui peuvent facilement se séparer et donner de nouvelles plantes.